# Cykl węglanowo-krzemianowy
Cykl węglanowo-krzemianowy – polega na wiązaniu gazowego CO2 przez krzemiany wapnia i magnezu do postaci mineralnej węglanu wapnia, węglanu magnezu oraz krzemionki. Związany węgiel może być następnie uwalniany z węglanów w następujących procesach:

Cykl węglanowo-krzemianowy (fragmenty cyklu węglowego)

- rozkład skał w skorupie ziemskiej w wyniku działania temperatury i ciśnienia (diageneza, metamorfoza, wulkanizm)
- roztwarzanie węglanów podczas procesów rozkładu tkanek roślinnych i zwierzęcych w wyniku działania powstających wówczas kwasów organicznych
- roztwarzanie węglanów przez systemy korzeniowe roślin przy pomocy kwasów organicznych w celu uzyskania węgla dla fotosyntezy